# Плаващите кейове
Плаващите кейове (на английски: The Floating Piers) е арт инсталация на художника и скулптор Кристо в езерото Изео. Продължава от 18 юни до 3 юли 2016 г.
Инсталацията представлява плаваща пътека с дължина 3 km в езерото Изео в Италия. Нейната ширина е 16 m. Тя свързва брега при Сулцано с островите Монте Изола и Сан Паоло. Пътеката е изградена от около 220 000 полиетиленови кубове с висока плътност, които са сглобени като мозайка. Те са покрити със 100 000 m2 жълто-оранжев плат. Използван е още 1,5 km плат за опаковане на централните улици в Сулцано и Пескиера Маргальо.  Плаващата пътека е прикрепена с помощта на котви по дъното на езерото.
Арт инсталацията е замислена за първи път през 1970 г. от Кристо и Жан-Клод. Това е първия мащабен проект на Кристо след смъртта на съпругата му и се финансира от продажбата на негови произведения на изкуството. След като приключи изложбата, всички компоненти ще бъдат рециклирани.
Посещението на „Плаващи кейове“ е напълно безплатно и е възможно през цялото денонощие.
За 16-те дни „Плаващите кейове“ са посетени от над 1 200 000 души или средно над 72 000 души на ден.